# 佐藤由季
佐藤 由季（さとう ゆうき）は、熊本朝日放送 (KAB) のアナウンサー。熊本県生まれで、慶應義塾大学を卒業後、2023年にKAB入社。

## 人物
魚釣りやBBQ、キャンプなどが趣味で、外でアクティブに過ごすことを好む。特に釣りに詳しく、隙あらば釣りに行って自分で捌いてしまうほど。
1年目から「くまもと Live touch」に出演している。

## 現在の担当番組
- KABニュース
- くまもとLive touch（月～木）[1]